# Wladimir Afanassjewitsch Kassatonow

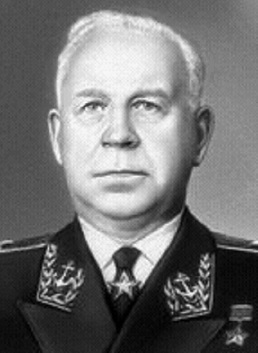
Wladimir Kassatonow (nach 1966)

Wladimir Afanassjewitsch Kassatonow (russisch Влади́мир Афана́сьевич Касато́нов; * 8. Julijul. / 21. Juli 1910greg. in Peterhof; † 9. Juni 1989 in Moskau) war ein sowjetischer Flottenadmiral und 1. Stellvertreter des Oberkommandierenden der Sowjetischen Seekriegsflotte.

## Leben
Nach dem Abschluss der Mittelschule begann Kassatonow 1927 seinen Dienst in der Sowjetischen Marine. Im Februar 1931 absolvierte er die Seeoffiziershochschule M.W. Frunse in Sankt Petersburg und diente bis Ende des Jahres als Wach- und Navigationsoffizier auf dem U-Boot Bolschewik in der Baltischen Flotte. Er absolvierte im Februar 1932 Kommandantenkurse zur Führung von U-Booten und diente danach als 1. Offizier auf den U-Booten Kommissar (Juni bis Dezember 1932), Nr. 24 (Januar bis Dezember 1933) und Forelle (Dezember 1933 bis Mai 1934). Im Anschluss übernahm er das Kommando auf den U-Booten Peskar (Mai bis September 1934) und Sha-112 (September 1934 bis März 1937). Im März 1937 wechselte er von der Baltischen zur Pazifikflotte und diente als Kommandant des U-Bootes L-12 (März 1937 bis Januar 1938) und Kommandeur der 12. U-Bootdivision (Januar 1938 bis November 1939). Im April 1941 absolvierte Kassatonow die Seekriegsakademie und wurde anschließend in der Baltischen Flotte als Stabschef der U-Bootausbildungsdivision eingesetzt.

### Zweiter Weltkrieg
Mit Beginn des Deutsch-Sowjetischen Krieges im Juni 1941 arbeitete er vorerst in seiner bisherigen Dienststellung, wechselte aber im August 1941 zur Operativen Führung des Marinehauptstabes Fernost. Er beschäftigte sich mit dem Studium und der Analyse der militärischen Lage im Fernen Osten sowie der Anwendung der Erfahrungen der handelnden Flotten auf die Pazifikflotte zur Erhöhung ihrer Kampfbereitschaft. Er arbeitete bis zum Ende des Krieges als Chef der 5., 4. und 6. Abteilung der Operativen Führung des Marinehauptstabes. Im Februar 1945 nahm er an der Konferenz von Jalta teil.

### Nachkriegszeit
Von Dezember 1945 bis Januar 1947 war Kassatonow Stabschef des Kronstädter Marineverteidigungskreises der Baltischen Flotte. Anschließend diente er von Februar 1947 bis Oktober 1949 im Generalstab als Chef einer Marineabteilung der Obersten operativen Führung und als Gehilfe des Chefs der Obersten operativen Führung der Sowjetischen Marine. Danach war er Stabschef und 1. Stellvertreter des Kommandeurs der 5. Seekriegsflotte. Ab April 1953, nach der Vereinigung der 5. und 7. Seekriegsflotte, besetzte er dieselben Positionen in der Pazifikflotte. Von Dezember 1954 bis Dezember 1955 kommandierte er die 8. Seekriegsflotte (Nord-Baltische Flotte), anschließend bis Februar 1962 die Schwarzmeerflotte und führte dann die Nordflotte bis Juni 1964. Unter seinem Kommando durchquerten getauchte sowjetische Atom-U-Boote erstmals den Atlantik und unterquerten das Eis der Arktis. 1962 leitete er Versuche zur U-Bootabwehr mit der Flügelrakete K-10, nahm an vielen U-Bootfahrten teil und stand der Führungsspitze vor, die für das erfolgreiche Auftauchen des Atom-U-Bootes K-181 am 29. September 1963 am Nordpol verantwortlich war. Ab Juni 1964 wurde Kassatonow 1. Stellvertreter des Oberkommandierenden und Mitglied des Militärrates der Sowjetischen Marine. Seine Verdienste lagen in der Verbesserung der Kampfbereitschaft durch die Schaffung einer atomgetriebenen und raketengestützten Hochseeflotte, der Erprobung neuer Schiffe und der Erforschung der Handlungsfähigkeit der Flotte unter arktischen Bedingungen. Daneben leitete er als einer der ersten sowjetischen Militärführer in den Nachkriegsjahren verschiedene militär-diplomatische Auslandsmissionen. Nachdem er 1965 zum Flottenadmiral befördert worden war, verlieh man ihm auf Beschluss des Präsidiums des Obersten Sowjets der UdSSR vom 25. November 1966 für diese Leistungen den Titel Held der Sowjetunion. Gleichzeitig wurde ihm der Leninorden und die Medaille Goldener Stern überreicht.
Ab September 1974 wurde Kassatonow Mitglied in der Gruppe der Generalinspekteure des Verteidigungsministeriums der UdSSR. Von 1958 bis 1979 war er Abgeordneter des Obersten Sowjets. Er lebte in Moskau und wurde nach seinem Tod auf dem Nowodewitschi-Friedhof (Abschnitt 11) beigesetzt.

## Auszeichnungen
- Held der Sowjetunion (25. November 1966)
- Leninorden (1953, 20. Juli 1960 und 25. November 1966)
- Orden der Oktoberrevolution (18. Juli 1980)
- Rotbannerorden (1947 und 1972)
- Nachimoworden 2. Klasse (8. Juli 1945)
- Orden des Vaterländischen Krieges 1. Klasse (1946 und 11. März 1985)
- Orden des Roten Banners der Arbeit (1963 und 20. Juli 1970)
- Orden des Roten Sterns (1943 und 3. November 1944)
- Orden „Für den Dienst am Vaterland in den Streitkräften der UdSSR“ 3. Klasse (30. April 1975)
- weitere Medaillen der UdSSR und Orden anderer Länder

## Ehrungen
- Ehrentafel in Sewastopol
- Name der 2009 vom Stapel gelaufenen Fregatte Flottenadmiral Kassatonow
- Porträt in der Galerie der Flottenführer des Russischen Staatlichen Marinegeschichts- und Kulturzentrums